# Phymatosorus revolutus
Phymatosorus revolutus är en stensöteväxtart som först beskrevs av Georg Heinrich Mettenius, och fick sitt nu gällande namn av V. N. Tu. Phymatosorus revolutus ingår i släktet Phymatosorus och familjen Polypodiaceae. Inga underarter finns listade.